# Westcott (Surrey)
Westcott è un villaggio inglese semi-rurale ed ex parrocchia civile a 2,5 miglia a ovest del centro di Dorking sulla A25 tra North Downs e Greensand Ridge, che lo rende uno dei villaggi "Vale of Holmesdale" ed è nel Surrey in direzione di Guildford.